# La Marionettistica
La Marionettistica (voluit: La Marionettistica di fratelli Napoli, vertaald: het poppentheater van de gebroeders Napoli) is een theatergroep uit Catania in Italië.
Het theaterbedrijf werd in 1921 opgericht door Gaetano Napoli, die de technieken van het poppenspel overdroeg aan zijn kinderen Pippo, Rosario en Natale. Natale Napoli leerde het spel vervolgens aan zijn kinderen Fiorenzo, Giuseppe, Salvatore en Gaetano. Inmiddels spelen in La Marionettistica kinderen uit de vierde generatie mee.
La Marionettistica werd meermaals onderscheiden met een prijs, voor het eerst in 1931 met een gouden medaille tijdens het regionale poppentheater van Catania. In 1978 werd La Marionettistica onderscheiden met de Erasmusprijs, samen met drie andere internationale poppenspelers: Margareta Niculescu (Ţăndărică), Yves Joly (Tragédie de Papier) en Peter Schumann (Bread and Puppet).
Het eerste internationale optreden vond plaats tijdens de Expo 58 in Brussel. Dit betekende de internationale doorbraak en optredens volgden in bijvoorbeeld de Verenigde Staten, Duitsland, Frankrijk, Spanje en Joegoslavië. In 1978 traden de broers net als de andere drie Erasmusprijswinnaars op tijdens het Holland Festival.